# 媽祖祖廟

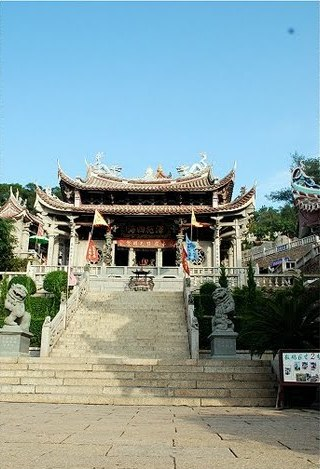
媽祖祖廟（福建省・湄洲島）

媽祖祖廟（まそそびょう）は湄洲天后宮とも呼ばれ、中国福建省莆田市秀嶼区の湄洲島にあり、海および内水の守り女神・媽祖を祭っている。世界各地にある媽祖廟の元祖である。ちなみに湄洲島は福建省の福州市と泉州市の間にある莆田市の沿岸にあり、台湾にとっては台湾海峡の対岸にある。

## 歴史
言い伝えによると、湄洲島は媽祖が生まれ育ち、難破船を救助するなどして活躍した故郷であり、彼女が天へ上った場所である。北宋の雍熙四年（987年）に小さな「女神祠」が建てられて、これは世界で最も初期の媽祖廟である。天聖年間（1023年）に、媽祖祖廟の形になり始めた。
その後、元、明、清時代に、多少の浮き沈みがあったが、媽祖祖廟はさらに拡張された。しかし、20世紀後半の文化大革命の間に完全に破壊されてしまった。1980年代以降、国内外の信者が祖廟を再建するための資金を寄贈し、台湾の信者が最も多く寄付した。既存の建物は基本的に文化革命後に再建された寺院で、現在元々の湄洲の多くの媽祖像は台湾鹿港鎮の鹿港天后宮などにある。

## 建築物
媽祖祖廟の敷地は幅99メートル、長さ323メートルのほぼ五角形で、宋代の数々の建築物が再建されている。